# Gudel
Gudel – gaun wikas samiti we wschodniej części Nepalu w strefie Sagarmatha w dystrykcie Solukhumbu. Według nepalskiego spisu powszechnego z 2001 roku liczył on 805 gospodarstw domowych i 4011 mieszkańców (1995 kobiet i 2016 mężczyzn).